# Démarchage
Pour les articles homonymes, voir Porte-à-porte.

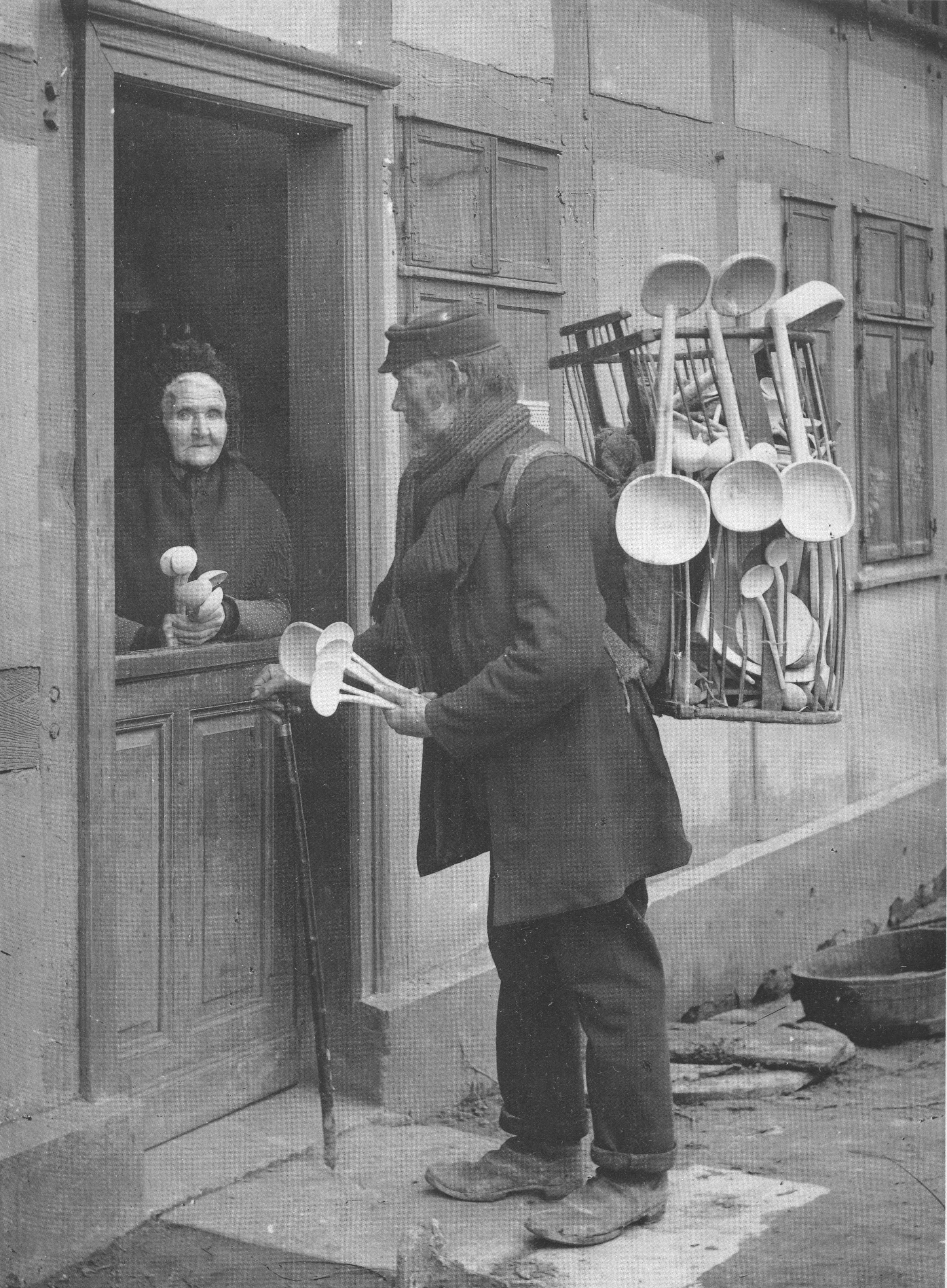
Un vendeur au porte-à-porte en Europe centrale en 1905 (photo de Gottlieb Schäffer).

Le démarchage, appelé vente hors établissement ou plus familièrement porte-à-porte lorsqu'il s'agit de démarchage au domicile, est une technique marketing de prospection consistant en la sollicitation directe d’une personne (au téléphone ou à son domicile)  « afin de lui proposer l’achat, la vente, la location, la location-vente ou la location avec option d'achat de biens ou la fourniture de services ».

## Description
Lorsqu'il est réalisé par téléphone (démarchage téléphonique, par exemple le télémarketing), l'appel est émis le plus souvent depuis un centre d'appel. Par téléphone, cela permet d'établir un premier lien avec le client et de savoir s'il est intéressé par les produits/services. Par la suite un contact physique peut être programmé pour conclure à une vente.
Le démarchage abusif par téléphone étant fréquent, il existe en France des lois spécifiques au démarchage, et il existe aussi des liens sur lesquels on peut enregistrer les numéros de téléphone et ne plus recevoir d'appel en direction des plateformes d'appels.
Aujourd'hui, il existe des formations, des exercices et des études autour du démarchage dont cela permet de donner des conseils et d'apprendre les étapes du démarchage.
Le démarchage propose un service commercial non sollicité par le client. Le démarchage peut intervenir à domicile (présence physique, appel téléphonique ou envoi d'e-mails ou de spams), sur le lieu de travail ou dans tout autre lieu non spécifiquement envisagé pour les activités commerciales. Le démarchage à domicile peut mettre le client en situation de vulnérabilité. Le démarchage est strictement encadré par la loi française afin de protéger les consommateurs en tant que particulier, dans sa vie privée et d'éviter de nombreuses dérives (abus de faiblesse, problème de délai de rétractation, escroquerie etc.).

## Histoire
Les commis-voyageurs du XIXe siècle sont une forme de démarchage à l'étranger.

## En France

### Tentatives d'encadrement des pratiques
(juin 2021).
Une réglementation générale du démarchage en premier temps avait été opérée par la loi du 22 décembre 1972. Selon cette loi, le démarchage correspondait toujours à une visite du démarcheur qui portait directement l’offre au domicile du consommateur ou sur son lieu de travail.
Cependant, cette loi du 22 décembre 1972 a été modifiée par la loi du 22 juin 1989 qui a envisagé l’hypothèse d’un démarchage « par téléphone ou par tout moyen technique assimilable », c’est-à-dire que le démarchage peut donc se réaliser sans le déplacement du démarcheur.
Le démarchage est défini selon les articles L.121-21 à L.121-33 du code de la consommation.
La loi consommation interdit aux vendeurs dans quelconques démarchages (téléphonique ou physiques) d'encaisser le paiement des clients avant le délai des 14 jours après la vente, délai de rétractation des clients. Après ce délai le client a le droit d'exiger le remboursement intégral de ses frais.
D'après l'article L.34-5 du code des postes et des communications électroniques : « Est interdite la prospection directe au moyen de système automatisé de communications électroniques au sens du 6° de l'article L.32, d'un télécopieur ou de courriers électroniques utilisant les coordonnées d'une personne physique, abonné ou utilisateur, qui n'a pas exprimé préalablement son consentement à recevoir des prospections directes par ce moyen. […] La Commission nationale de l'informatique et des libertés veille, pour ce qui concerne la prospection directe utilisant les coordonnées d'un abonné ou d'une personne physique, au respect des dispositions du présent article en utilisant les compétences qui lui sont reconnues par la loi informatique et libertés. À cette fin, elle peut notamment recevoir, par tous moyens, les plaintes relatives aux manquements aux dispositions du présent article […] ».
Les sanctions pour abus de faiblesse (pratique commerciale consistant à faire souscrire un contrat à un consommateur vulnérable, du fait de son âge, de sa situation de handicap, etc.) sont renforcées grâce à la loi Consommation. Les amendes peuvent aller de 9 000 à 375 000 euros, et représenter jusqu’à 10 % du chiffre d’affaires de l’entreprise condamnée.
À la suite de la mobilisation des associations de défense des consommateurs dont l'UFC Que Choisir, un long processus s'enclenche en 2017 qui aboutit à l'adoption d'une nouvelle loi en juillet 2020.
En janvier 2020, des associations de défense des consommateurs, dont l'UFC-Que choisir, lancent une pétition afin de demander l'interdiction du démarchage téléphonique. Le médiateur national de l'énergie se prononce également en faveur de l'interdiction ou de l'encadrement de la pratique.
Un décret d'application de la loi est en cours de discussion en mai 2021 au Conseil national consultatif de la consommation . Des associations, dont ADEIC, l’AFOC, l’ALLDC, la CSF, le CNAFAL, la CNAFC, la CLCV, Familles de France, Familles Rurales, INDECOSA-CGT, l’UFC-Que Choisir et l’Unaf demandent au gouvernement de prendre des mesures efficaces et dénoncent un "effet d'annonce".

### Droits d'opposition des particuliers
Il existe depuis la loi informatique et libertés n° 78-17 du 6 janvier 1978 la possibilité pour le particulier de s'inscrire sur une liste rouge. En 2011, la liste Pacitel,, a été mise en place pour permettre aux consommateurs de s'inscrire de façon à ne pas être démarchés par téléphone par les entreprises adhérentes. Ce service est fermé depuis le 1er janvier 2016. Il est remplacé par le service Bloctel.
En effet, depuis le 1er juin 2016, il est possible de s'enregistrer sur la liste anti-démarchage Bloctel via le site officiel. En cas de non-respect de cette nouvelle liste d'opposition au démarchage téléphonique, les sociétés de démarchage récalcitrantes s'exposent à une amende de 75 000 € (article L.121-34-1 du code de la consommation introduit par la loi Hamon no 2014-334 du 17 mars 2014).

### Pratiques abusives
En 2016, près d’un consommateur sur dix se plaignait de pratiques de démarchage à domiciles abusives (ventes forcées, pratiques agressives, argumentation trompeuse, etc.) de la part des fournisseurs de gaz et d’électricité Engie et ENI. En 2017, la société Engie est ainsi condamnée à payer une amende de 150 000 euros en raison de ses pratiques de démarchage à domicile agressives, certains de ses prestataires allant jusqu’à usurper la marque EDF.
Les pratiques de démarchage abusives à domicile se retrouvent également dans le domaine de la rénovation énergétique (panneaux solaires, pompe à chaleur, éolienne) ou du bâtiment de manière large.
Des entreprises de démarchage téléphonique sont régulièrement condamnées,,.

### La loi Naegelen
La loi n°2020-901 du 24 juillet 2020, dite loi Naegelen, est venue encadrer le démarchage téléphonique et lutter contre les appels frauduleux. Elle s'articule autour de cinq points :
1. L'information aux prospects de leur droit d'opposition au démarchage téléphonique
2. L'interdiction du démarchage des personnes inscrites sur la liste Bloctel
3. La conformité du fichier de prospection
4. Le respect des jours, horaires et fréquence auxquels le démarchage peut être effectué
5. Le respect d'un code de bonnes pratiques déterminant les règles déontologiques applicables au démarchage téléphonique

Cette loi modifie également le code de la consommation et dit alors que « Les opérateurs sont tenus de veiller à l'authenticité des numéros ». Ainsi les opérateurs téléphoniques français se sont regroupés en 2023 afin de créer la solution Mécanisme d'Authentification des Numéros (MAN). Selon le calendrier de la Fédération Française des Télécoms l'activation a eu lieu le 1er octobre 2024, mais d'abord effective uniquement pour les appels émis avec un numéro de téléphone fixe.

## Interdiction définitive du démarchage téléphonique en France
Après moult tentatives pour encadrer le démarchage téléphonique (initiative Bloctel par exemple), une première période (2020-25) voir son usage fortement encadré : tranches de numéro dédiées, horaires à respecter, et autres obligations ou interdictions sur cette période.
Puis l'année 2025 marque une évolution juridique. Franceinfo titre : « Une loi en 2014, puis en 2016, en 2020… Toutes affichent le même but : lutter contre les appels intempestifs comme ceux qui prétendent vous aider à "faire des économies d'énergie", "changer d'opérateur" ou "utiliser votre compte personnel de formation", et qui irritent des millions de Français au quotidien. »
Mais le couperet tombe alors : une loi visant à interdire purement et simplement le démarchage téléphonique en France, pour les appels à destination des particuliers, est adoptée en janvier 2025 à l'Assemblée, et entérinée au Sénat en mai 2025.
La loi précise les différentes mesures du texte, que BFMTV détaille dans son article : « interdire aux entreprises de démarcher par téléphone "directement ou par l'intermédiaire d'un tiers agissant pour son compte" une personne "qui n'a pas exprimé préalablement son consentement" de manière "libre, spécifique, éclairée, univoque et révocable". » Et de compléter : « Ce sera à l'entreprise de prouver que le consommateur a exprimé clairement son accord pour être démarché par téléphone. Seule exception prévue: lorsque la sollicitation intervient "dans le cadre de l'exécution d'un contrat en cours". »
La loi est également renforcée en prévision de canaux tiers sur le démarchage : courrier électronique (email), SMS et réseaux sociaux sont concernés, plus particulièrement pour interdire le démarchage de tout ce qui vise aux rénovations énergétiques et toute amélioration d'un logement.
Le texte est prévu pour entrer en vigueur définitivement, à la date d'Août 2026 au plus tard.

## Démarchage par canaux tiers
L'adoption des technologies de l'information et de la communication n'ont pas laissé en reste les différentes alternatives pour permettre un démarchage téléphonique, notamment vers les usagers français :
- les appels téléphoniques, initiés à partir d'une ligne téléphonique non située en Europe ;
- les appels téléphoniques, générés par une Intelligence Améliorée (dite Intelligence Artificielle) ;
- les sollicitations variées sur les messageries instantanées : Whatsapp, Signal, Telegram...